# قرار مجلس الأمن التابع للأمم المتحدة رقم 908
قرار مجلس الأمن التابع للأمم المتحدة رقم 908، المتخذ بالإجماع في 31 آذار / مارس 1994، بعد إعادة التأكيد على جميع القرارات المتعلقة بالحالة في يوغوسلافيا السابقة وخاصة القرار 871 (1993)، مدد المجلس ولاية قوة الأمم المتحدة للحماية حتى 30 سبتمبر 1994 وأعلن عزمه زيادة عدد الأفراد في قوة حفظ السلام.
ورحب مجلس الأمن بوقف إطلاق النار بين البوسنة والهرسك وكروات البوسنة والاتفاقات الإطارية بين البلدين. وكان من المهم أيضاً أن يشارك صرب البوسنة في المفاوضات. تم الترحيب بوقف إطلاق النار بين كرواتيا والسلطات المحلية الصربية في المناطق المحمية للأمم المتحدة وكذلك المحادثات بين كرواتيا وصربيا والجبل الأسود. ورحب المجلس بالتقدم المحرز في سراييفو، وأشار إلى أن الوجود القوي والبارز لقوة الحماية ضروري لتوطيد هذا التقدم، على الرغم من أن الوضع في ماجلاي لا يزال غير مستقر. كانت هناك جهود مستمرة لإعادة فتح مطار توزلا الدولي للأغراض الإنسانية. كما تم الترحيب ببعثة تقصي الحقائق التابعة للاتحاد الأوروبي إلى موستار للتحقيق في الظروف في المدينة وببعثة مدنية مشتركة إلى سراييفو من قبل حكومتي المملكة المتحدة والولايات المتحدة. وطوال هذه العملية، أعيد التأكيد على سلامة وحرية تنقل أفراد قوة الأمم المتحدة للحماية.
بعد تمديد ولاية قوة الأمم المتحدة للحماية، قرر المجلس زيادة حجم البعثة بما يصل إلى 3500 جندي إضافي مع مراجعة بحلول 30 أبريل 1994. تمت الموافقة على خطة قوة الأمم المتحدة للحماية لإعادة فتح مطار توزلا للأغراض الإنسانية وطلبها للحصول على مساعدة إضافية. وتقرر أنه ينبغي للدول الأعضاء، بالتعاون مع الأمين العام وقوة الأمم المتحدة للحماية، تقديم الدعم الجوي في كرواتيا.
تمت دعوة جميع الأطراف للتعاون مع قوة الأمم المتحدة للحماية في كرواتيا بشأن تدابير بناء الثقة، بما في ذلك في المناطق المحمية من قبل الأمم المتحدة، ولإحياء عملية اللجنة المشتركة التي ستشهد استئناف روابط الاتصال والقضايا الاقتصادية وحلها. وطلب المجلس من الأمين العام إطلاعه على تنفيذ خطة الأمم المتحدة للسلام لكرواتيا ونتائج المفاوضات. واستناداً إلى هذه المبادئ، يمكن مراجعة ولاية قوة الحماية في أي وقت. ورحب بتعيين الأمين العام مسؤولاً لاستعادة الخدمات العامة في سراييفو. ووفقًا للقرار 900 (1994)، تم إنشاء صندوق استئماني طوعي للمساهمة في هذه العملية.
وأعرب مجلس الأمن مع التقدير عن الخطوات التي اتخذتها الأمم المتحدة وقوة الحماية والمنظمات الإنسانية الدولية لإعادة الحياة إلى طبيعتها في البوسنة والهرسك. ودُعيت جميع الأطراف إلى الوفاء بالتزاماتها، ولا سيما فيما يتعلق بالطرف الكرواتي البوسني بالإفراج عن معدات ومواد البنية التحتية للاستخدام الإنساني. وطالب مجلس الأمن صرب البوسنة بإنهاء العمليات العسكرية ضد بلدة مقلاج ورفع حصارها. واقترح الأمين العام دمج المدينة في المناطق الآمنة للأمم المتحدة.

## روابط خارجية
- نص القرار في undocs.org